# Quintessence
Quintessence je četvrti studijski album norveškog metal sastava Borknagar. Bio je snimljen u studiju The Abyss u siječnju 2000. godine te ga je miksao Peter Tägtgren.

## O albumu
Prema intervjuima, Quintessence je izvorno trebao biti strogo izravan black metal album, kao što je primjetljivo iz kvalitete produkcije te iz činjenice da vokale ICS Vortexa sačinjava više tradicionalnih black metal vriskova i growlova s puno manje čistog pjevanja.
Na ovom je albumu bas-gitaru svirao ICS Vortex pošto je prije snimanja albuma iz sastava izašao dotadašnji basist Kai K. Lie. Također, godinu dana prije početka snimanja albuma klavijaturist Ivar Bjørnson napustio je grupu (zamjenjuje ga Lars A. Nedland) te bubnjara Grima na albumu zamjenjuje Asgeir Mickelson, pošto je Grim slučajno počinio samoubojstvo nekoliko mjeseci prije izlaska albuma. Ovo će usto biti i posljednji album na kojem je ulogu pjevača ispunjavao ICS Vortex (koji je napustio grupu nakon objave albuma kako bi se priključio sastavu Dimmu Borgir, što je navodno učinio zbog ultimatuma koji mu je postavio gitarist Øystein G. Brun) sve do njegovog povratka sastavu 2010. godine.

## Popis pjesama
| 1.    | »Rivalry of Phantoms«     | Øystein G. Brun  | Brun       | 04:36 |
| 2.    | »The Presence Is Ominous« | Brun             | Brun       | 04:55 |
| 3.    | »Ruins of the Future«     | Brun             | Brun       | 4:55  |
| 4.    | »Colossus«                | Asgeir Mickelson | ICS Vortex | 04:27 |
| 5.    | »Inner Landscape«         | Lars A. Nedland  | Nedland    | 02:51 |
| 6.    | »Invincible«              | Brun             | Brun       | 04:25 |
| 7.    | »Icon Dreams«             | Brun             | Brun       | 04:32 |
| 8.    | »Genesis Torn«            | Mickelson        | Brun       | 05:16 |
| 9.    | »Embers« (instrumental)   |                  | Brun       | 01:26 |
| 10.   | »Revolt«                  | Brun             | Brun       | 06:05 |
| 43:28 |                           |                  |            |       |

## Recenzije
Jason Hundey, glazbeni kritičar sa stranice AllMusic, dodijelio je albumu četiri od pet zvjezdica te je komentirao: "Borknagar se, bivajući jednom od europskih najplodnijih i najkreativnijih grupa, oduvijek suočavao s jednom ozbiljnom preprekom unutar granica metal kriticizma: definicijom. Viking metal supergrupa? Black metal genijalci srednjeg tempa? Ili avangardna ekstremna metal grupa koja često mijenja svoj zvuk? E pa ovog je puta opet [objavio novi album], samo što je ovog puta uništio i svaku moguću definiciju. Stoga, ljudi, smirite se: Borknagar je, pa, upravo ono što mu ime govori. Quintessence će vrlo vjerojatno biti izgubljen u gužvi "albuma koji ne žele biti shvaćeni" zbog svoje čudne, pokopane produkcije i tromog, neuravnoteženog ritma. Doduše, čini se kako se na albumu ne događa ništa te da se ništa znatno ne ističe, što je suprotno prethodnim albumima. Međutim, nakon višestrukih slušanja, slušatelj može iznenada razumjeti Borknagarovu genijalnu i predivnu šalu. Samo naprijed, poslušaj "Ruins of the Future" još jednom; je li sada očigledna briljantnost koju smo zadnji put čuli na [pjesmi] "A Tale of Pagan Tongue"? A što da se kaže o nepopustljivim i psihodeličnim sintesajzerskim teksturama koje cure ispod svake skladbe -- podsjećaju na Nightwork [sastava] Diabolical Masquerade. Zapravo, čini se kako je sve podčinjeno i pokopano na ovome albumu, što je okrutan trik uzimajući u obzir uobičajenu Tägtgrenovu reputaciju u pogledu njegova Abyss studija, [jer je u ovom slučaju produkcija] slušatelju nelagodna i zahtjevna. ICS Vortex pokazuje zašto je najsvestraniji pjevač u Norveškoj, dosežući nove visine na [pjesmama] "The Presence Is Ominous", "Colossus" i "Revolt". Dimenzije istražene na završnoj trilogiji pjesama na Quintessenceu mogle bi biti Borknagarov Sveti gral. Ovdje se agresija, melodija, elektronika, epski vokali i nekolicina ostalih čudnih elemenata zapliću kako bi formirali neslomljivu vezu glazbene briljantnosti. Mnogo toga još uvijek je ostalo nedorečeno, no to ostaje na slušateljima kako bi to sami otkrili".

## Zasluge
| Borknagar - ICS Vortex – vokali, bas-gitara - Øystein G. Brun – gitara - Jens F. Ryland – gitara - Lars A. Nedland – klavijature - Asgeir Mickelson – bubnjevi, naslovnica, redizajn logotipa | Ostalo osoblje - Lars Szöke – inženjer zvuka - Peter Tägtgren – miksanje, inženjer zvuka - Tom Kvålsvoll – mastering - Sebastian Ludvigsen – fotografija (sastava) - Christophe Szpajdel – logotip |

## Vanjske poveznice
- Borknagar - Quintessence  Arhivirana inačica izvorne stranice od 15. travnja 2012. (Wayback Machine) (Službena podstranica sastava koja opisuje četvrti album)
- "Quintessence" na discogs.com